# Saint-Glen
Saint-Glen (en bretó Sant-Glenn, gal·ló Saent-Glen) és un municipi francès, situat a la regió de Bretanya, al departament de Costes del Nord. L'any 1999 tenia 555 habitants.

## Demografia
| 1962                                       | 1968 | 1975 | 1982 | 1990 | 1999 |
| ------------------------------------------ | ---- | ---- | ---- | ---- | ---- |
| 604                                        | 571  | 563  | 542  | 527  | 555  |
| Des de 1962: població sense dobles comptes |      |      |      |      |      |

## Administració
| Període   | Identitat          | Partit |
| --------- | ------------------ | ------ |
| 2001-2008 | Roland Le Quemener |        |
| 2008-     | Jean-Claude Hergot |        |